# Detroit (Illinois)
Detroit è un villaggio degli Stati Uniti d'America della contea di Pike nello Stato dell'Illinois. La popolazione era di 83 abitanti al censimento del 2010.

## Geografia fisica
Secondo lo United States Census Bureau, la città ha una superficie totale di 0,63 km², dei quali 0,63 km² di territorio e 0 km² di acque interne (0% del totale).

## Storia
Detroit fu progettata nel 1837, e deve il suo nome alla città di Detroit nel Michigan. Un ufficio postale fu creato a Detroit nel 1845, e rimase in funzione fino agli anni 70.

## Società

### Evoluzione demografica
Secondo il censimento del 2010, c'erano 83 abitanti.

### Etnie e minoranze straniere
Secondo il censimento del 2010, la composizione etnica della città era formata dal 100% di bianchi, lo 0% di afroamericani, lo 0% di nativi americani, lo 0% di asiatici, lo 0% di oceanici, lo 0% di altre razze, e lo 0% di due o più etnie. Ispanici o latinos di qualunque razza erano lo 0% della popolazione.